# Rhea (måne)
 For alternative betydninger, se Rhea. (Se også artikler, som begynder med Rhea)
Rhea er planeten Saturns næststørste måne: Den blev opdaget den 23. december 1672 af Giovanni Domenico Cassini.

## Navngivning
Ud over Rhea opdagede Cassine også månerne Dione, Iapetus og Tethys, og han foreslog selv at kalde dem Sidera Lodoicea ("Ludvigs stjerner") til ære for Ludvig 14. af Frankrig, men i stedet vandt et nummereringssystem udbredelse, hvorunder Rhea fik betegnelsen Saturn V.
De nuværende navne, herunder Rhea, blev foreslået af John Herschel i hans publikation Results of Astronomical Observations made at the Cape of Good Hope fra 1847: Hans navneforslag stammer fra titanerne fra den græske mytologi.

## Rheas indre
Rhea består for det meste af vand-is. Dens massefylde tyder på at den muligvis har en kerne af klippemateriale, som højest udgør en tredjedel af Rheas samlede masse.

## Rheas overflade
Ligesom flere andre Saturn-måner har Rhea bunden rotation, hvilket betyder at den dels altid vender samme side mod Saturn, dels at det altid er samme side af Rhea der vender hhv. "fremad" og "bagud" i forhold til månens bevægelse i sin omløbsbane. Og som hos flere af disse måner er der markante forskelle på "for-" og "bagsiden" af Rhea: Mens "forsiden" har en jævn, lys farve og mange kratere, er den modsatte overflade mørkere og med færre kratere, til gengæld ses her et "netværk" af uskarpt markerede, lyse streger. Disse streger, der også ses på andre Saturnmåner med bunden rotation, har vist sig at være utallige små skrænter hvor lyse ismasser er blevet blotlagt. De gamle billeder fra rumsonden Voyager 2 var ikke nær detaljerede nok til at vise disse skrænter, så tidligere teorier gættede på at de lyse streger var udbrudsmateriale fra en tid hvor Rhea stadig indeholdt flydende vand.
Landskaberne på Rhea kan groft opdeles i to typer, ud fra tætheden af kratere: Den ene landskabstype har kratere med diametre over 40 kilometer, mens kraterne i den anden landskabstype, primært omkring polerne og ækvator, er mindre. Det tyder på at udbrud af materiale fra Rheas indre på et tidspunkt har "fornyet" store dele af overfladen.
Selv om temperaturerne svinger mellem −174 og −220 °C, er overfladens is tilbøjelig til at "flyde sammen" i løbet af millioner af år, og af den grund er kraterne på Rhea ikke nær så skarpt aftegnet som kraterne på "stenverdener" som f.eks. Månen og Merkur.